# Imke Wedekind
Imke Wedekind (* 23. Juni 1984 in Reinbek) ist eine ehemalige deutsche Volleyballspielerin.

## Karriere
Wedekind begann ihre Karriere 1996 beim TSV Glinde. Zwei Jahre später wechselte sie zu CVJM Hamburg. Später ging sie ins Volleyball-Internat des Schweriner SC und spielte beim 1. VC Parchim. 2005 wurde die Mittelblockerin von VT Aurubis Hamburg verpflichtet. Nach neun Jahren beim VT Aurubis Hamburg erklärte sie 2014 ihren Rücktritt.
2007 hatte die ehemalige Junioren-Nationalspielerin auch einen Einsatz in der A-Nationalmannschaft.

## Privates
Imke Wedekind studierte in Hamburg Rechtswissenschaften.